# Кючюкчекмедже (міст)
40°59′21″ пн. ш. 28°46′12″ сх. д. / 40.98917° пн. ш. 28.77006° сх. д.
Міст Кючюкчекмедже (тур. Küçükçekmece Köprüsü), також відомий як Міст Кючюкчекмедже Мімар Сінан, — кам'яний арковий міст у районі Кючюкчекмедже, Стамбул, Туреччина.
Він був побудований османським архітектором Мімаром Сінаном в 1560 році
.

## Історія
На місці нинішнього мосту раніше стояв кам'яний міст, зведений у 558 році за розпорядженням візантійського імператора Юстиніана I, який правив в 527—565 роках. Його згодом замінив новий кам'яний міст, збудований за візантійського імператора Василя I Македонянина, який правив у 867—886 роках.
Він руйнувався поступово, серйозно постраждав від землетрусів та військових дій.
Османський міст, що зберігся до теперішніх часів, був побудований головним архітектором Мімаром Сінаном (бл. 1488/1490—1588) під час правління султана Сулеймана I Величного (правив у 1520—1566 роках)
.

## Опис
Міст Кючюкчекмедже стоїть на південно-східному березі озера Кючюкчекмедже в гирлі струмка, який витікає з озера Кючюкчекмедже і впадає в Мармурове море.
Він тягнеться у напрямку із півночі на південь.
Кам'яний міст має 13 арок завдовжки 227 м і ширину в середньому 7 м.
Його висота коливається в межах 1,35—8,50 м
.
На своїй середині міст проходить через острівець, який використовується як міський парк.
Найвище місце асиметричного мосту розташоване на півночі, ним є найбільша та остання (на північному кінці мосту) арка.

## Реконструкції
Міст реконструювали двічі — в 1735 та 1861 роках.
Під час Другої світової війни його розширили.
У 1996 міст реставрували коштом муніципальної влади в межах проєкту, схваленого Радою зі збереження культурних і природних цінностей Стамбула
.
Остання на сьогодні реставрація історичного мосту була закінчена у 2008 році після трьох років робіт, що коштували 1,3 мільйона турецьких лір (близько 0,85 мільйона доларів США).
У ході цієї реставрації з'ясувалося, що міст має 13 арок замість 12, як вважалося раніше
.